# Локальна залізниця Львів (Клепарів) — Яворів
Локальна залізниця Львів (Клепарів) — Яворів (нім. Lokalbahn Lemberg (Kleparów)–Jaworów, пол. Kolej lokalna Lwów (Kleparów)–Jaworów) відносилась до місцевих (локальних) залізниць Австро-Угорської імперії.

## Історія
Ц. к. привілегійований Галицький Іпотечний банк (Львів), граф Вільгельм Сєменський-Левицький (нім. Wilhelm Siemieński-Lewicki), граф Роман Потоцький (нім. Roman Potocki) висунули 1893 проєкт будівництва локальної залізниці з Клепарова до Янова, потенційно Яворова і до вокзалу Львова біля костелу св. Анни. проєкт подали до міністерства торгівлі, яке його схвалило (1894). Напрямок Клепарів — Янів затвердили, а рух через Львів заборонило місто. Концесію на будову надали 1 січня 1895 (довжина 22,252 км), а відкрили 25 листопада 1895. Перегін поміж Клепаровим і Рясною використали з дозволу Залізниці Львів — Белжець. 
Акціонерне товариство "Локальна залізниця Львів (Клепарів) — Янів" заклали 26 листопада 1898, а 1902 перейменували на Локальну залізницю Львів (Клепарів) — Яворів" у зв'язку з продовженням колії до Яворова (31,223 км). Перегін відкрили 14 листопада 1903 р. Загально довжина залізниці винесла 53,569 км. Плани будівництва 46 км перегону Яворів — Любачів — кордон імперії не був здійснений через початок війни. Після 1945 була замінена нормальна 1435 мм колія на 1520 мм. 
Наприкінці 80-х рр. ділянку від Івано-Франкового до Старич було ліквідовано та збудовано нову гілку від Кам’яноброду (залізнична лінія Кам’янобрід-Яворів).[джерело?]